# Joachim von Vintzelberg
Joachim von Vintzelberg (* vor 1636; † nach 1636) war ein deutscher Hofmann und Verwaltungsbeamter.

## Leben
Vintzelberg stammt aus einem altmärkischen Adelsgeschlecht, welches seinen Namen von der Ortschaft Vinzelberg bei Gardelegen herleitet.
Über Vintzelbergs Kindheit und Jugend ist nach derzeitigen Stand der Forschung nichts bekannt, außer seinem Studium am Collegium illustre in Tübingen.
Auf seiner großen norddeutschen Reise nahm Fürst Ludwig I. von Anhalt-Köthen Vintzelberg 1636 zusammen mit Christian Reichsgraf von Rantzau in die Fruchtbringende Gesellschaft auf. Der Fürst verlieh Vintzelberg den Gesellschaftsnamen „der Vierblätterige“ und das Motto „fällt glücklich“. Als Emblem wurde ihm „ein vierfaches Kleeblatt“ zugedacht. Im Köthener Gesellschaftsbuch findet sich Vintzelbergs Eintrag unter der Nr. 299. Dort ist auch das Reimgesetz verzeichnet, das er anlässlich seiner Aufnahme verfasst hatte:
Wan schöner grüner Kle vierfache bletter giebet,
Helt man für glücklich eß, vnd ihn darumb sehr iebet
Gefunden ohn gefehr. Daher Vierblettrich ich
Den nahmen hab’ erlangt daß falle glückelich
Mein lebn, auch fortahn, Gott mir die gnade gebe,
Daß nach dem himmel ich durch seinen antrieb strebe,
Wiedan mehr lücklich nichts kan sein in aller welt
Alß wem daß beste loß deß Herren gnad Zufält
| Personendaten    | Personendaten                            |
| ---------------- | ---------------------------------------- |
| NAME             | Vintzelberg, Joachim von                 |
| KURZBESCHREIBUNG | deutscher Hofmann und Verwaltungsbeamter |
| GEBURTSDATUM     | vor 1636                                 |
| STERBEDATUM      | zwischen 1636 und 1718                   |